# Calliopsis persimilis
Calliopsis persimilis är en biart som först beskrevs av Cockerell 1899.  Calliopsis persimilis ingår i släktet Calliopsis och familjen grävbin. Inga underarter finns listade.